# Fantômas contre Fantômas (film, 1914)
Pour les articles homonymes, voir Fantômas contre Fantômas.
Série
Le Mort qui tue
(1913) Le Faux Magistrat
(1914)
Pour plus de détails, voir Fiche technique et Distribution.

Fantômas contre Fantômas  est un film muet d'aventures de Louis Feuillade, sorti en 1914.

## Synopsis
S'indignant que Fantômas ne soit toujours pas derrière les barreaux la presse lance une campagne pour accuser le commissaire Juve d'être lui-même le criminel. Devant la pression médiatique Juve est arrêté mais Fantômas est trop heureux de pouvoir alimenter la rumeur en faisant évader Juve pour le séquestrer...
Pendant que Fandor mène sa propre enquête Tom Bob, détective américain, vient aider (et ridiculiser) la police française en plein désarroi.

## Fiche technique
- Titre : Fantômas contre Fantômas ou Le policier apache
- Réalisation : Louis Feuillade
- Scénario : Louis Feuillade, d'après la nouvelle Le Policier apache de Pierre Souvestre et Marcel Allain
- Drame en 4 parties et 40 tableaux - 1: Fantômas et l'opinion publique - 2: Le mur qui saigne - 3: Fantômas contre Fantômas - 4: Le règlement de comptes
- Images et montage : G. Guérin
- Décors : Robert-Jules Garnier
- Production et Distribution : Gaumont
- Pays de production :  France
- Format : Noir et blanc - 1,33:1 - muet
- Durée : 61 minutes (1 274 mètres).
- Date de sortie : 
  - France : 13 mars 1914

## Distribution
- Georges Melchior : Jérôme Fandor, journaliste
- René Navarre : Fantômas / le père Moche, usurier / le détective Tom Bob
- Edmund Breon : L'inspecteur Juve
- Renée Carl : Lady Beltham / La grande duchesse Alexandra
- Naudier : le gardien de prison Nibet
- Yvette Andreyor : Joséphine
- Laurent Morlas : L'apache Paulet, assassin de l'encaisseur
- Georges Maury[2] : Havard, le chef de la sûreté
- Louise Lagrange : Une cliente du père Moche
- Jane Faber : La princesse Danidoff

## Autour du film
- Remake en 1949 : Fantômas contre Fantômas de Robert Vernay